# Droga wojewódzka nr 868
Droga wojewódzka nr 868 (DW868) – dawna droga wojewódzka w województwie mazowieckim o długości 5 kilometrów łącząca Słomczyn z Gassami. Droga w całości przebiegała przez powiat piaseczyński.
Na podstawie "Uchwały nr 192/23 Sejmiku Województwa Mazowieckiego z dnia 21 listopada 2023 r. w sprawie pozbawienia kategorii dróg wojewódzkich niektórych dróg oraz odcinków dróg położonych na terenie województwa mazowieckiego", droga została pozbawiona kategorii drogi wojewódzkiej na całej długości i zaliczona do kategorii drogi powiatowej. Uchwała weszła w życie 15 grudnia 2023 roku, czyli po upływie 14 dni od dnia ogłoszenia w Dzienniku Urzędowym Województwa Mazowieckiego (30 listopad 2023 r.).

## Miejscowości leżące przy trasie DW868
- Słomczyn
- Cieciszew
- Piaski
- Gassy